# Klemens Haselsteiner
Klemens Peter Haselsteiner (* 15. Dezember 1980 in Klagenfurt; † 17. Jänner 2025 in Obervellach, Kärnten) war ein österreichischer Manager. International bekannt wurde er als CEO der Strabag.

## Leben
Klemens Haselsteiner war der drittälteste Sohn der vier Söhne von Hans Peter Haselsteiner. Er besuchte das Franziskanergymnasium Bozen in Südtirol.
Er schloss ein Bachelorstudium der Betriebswirtschaftslehre an der DePaul University in Chicago ab. Darüber hinaus absolvierte er das Advanced Management Program an der Wharton School der University of Pennsylvania. Von 2004 bis 2006 war Haselsteiner bei KPMG Austria in Österreich tätig, bevor er seinen Zivildienst in Österreich leistete. Anschließend nahm er eine Position in einem russischen Rüstungskonzern ein.
Im Jahr 2011 trat Haselsteiner dem Strabag-Konzern bei, dessen Vorstandsvorsitz sein Vater seit 2006 innehatte. Zunächst arbeitete er vier Jahre lang für Strabag in Russland. Für die Strabag-Tochter Ed. Züblin AG arbeitete er ab 2015. 2020  wurde er in den Vorstand der Strabag berufen, und im Jahr 2023 übernahm er die Position des CEO, nachdem Thomas Birtel altersbedingt aus dem Vorstand ausgeschieden war. Seine Bestellung durch den Aufsichtsrat erfolgte bereits im Mai 2022. Zu Haselsteiners Verantwortungsbereich zählten Digitalisierung, Innovation und Unternehmensentwicklung, sowie Stabsstellen wie Business Compliance und Arbeitssicherheit. Er hatte als Vorstandsvorsitzender eine Strategie 2030 ausgearbeitet, um den klimafreundlichen Umbau von Industrie und Gesellschaft voranzutreiben.
Am 17. Jänner 2025 starb Haselsteiner an den Folgen einer Aneurysmablutung, die er während eines Kuraufenthalts in der Obervellacher Kurklinik im Bundesland Kärnten erlitten hatte. Das Requiem fand am 31. Jänner 2025 in der Wiener Jesuitenkirche statt.
Haselsteiner war verheiratet. Aus der Ehe gingen drei Kinder hervor.
Die Leitung der Strabag übernahm vorläufig das Vorstands-Team. Im Februar 2025 wurde Stefan Kratochwill zum Vorstandsvorsitzenden bestellt.